# Ramon Coll i Pujol
|  | Per a altres significats, vegeu «Ramon Coll». |

Ramon Coll i Pujol (Barcelona, 28 de gener de 1845 — 22 d'agost de 1915), va ser un metge català, catedràtic de fisiologia de la Universitat de Barcelona entre 1876-1915. Se'l coneix pel seu desenvolupament, juntament amb Lluís Carreras i Aragó, de l'estadística demogràfica sanitària a la província de Barcelona que més endavant seria estesa per tot l'estat espanyol.
Era germà de l'advocat i polític barceloní Joan Coll i Pujol, que va ser cinc cops alcalde de Barcelona.
Va estudiar medicina a Barcelona on es va llicenciar el 1868 i es va doctorar un any més tard. Va ser deixeble de Joan Magaz i Jaime, catedràtic de fisiologia al qual va succeir a la càtedra de la Universitat de Barcelona des de 1875 i fins a 1915. Va ser soci de l'Acadèmia de Ciències i Arts de Barcelona, de l'Acadèmia de Medicina de Barcelona el 1871, entre d'altres.
El 1877, juntament amb Lluís Carreras i Aragó, va establir l'estadística demogràfica sanitària en la província de Barcelona que més endavant seria estesa per tot l'estat espanyol. Posteriorment, va col·laborar amb l'enginyer de camins Melcior de Palau, per a fer estudis de sanejament al delta del Llobregat.
Entre 1877-1878 va ser secretari de la junta de l'Ateneu Barcelonès sota la presidència d'Ignasi Maria de Ferran i Joaquim Cadafalch i Bagunyà. En el següent mandat, entre 1878-1879, va exercir de vicepresident amb Narcís Carbó i d'Aloi com a president.
Va ser vocal de la junta de Sanitat durant l'epidèmia de còlera de Barcelona de 1884-1885. Va formar part de la Societat d'Emulació per als estudis anatòmics de l'Institut Mèdic de Barcelona
Va treballar també en el camp de la histologia en col·laboració amb Miquel Arcàngel Fargas i Roca i Jeroni Estrany i Lacerna.

## Publicacions

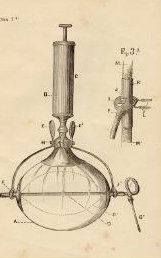
Equip per a transfusions ideat per Ramon Coll el 1880

Coll va col·laborar amb treballs científics a «La Independencia Médica» (1869), «Revista de Ciencias Médicas» (1875), «Revista Frenopática Barcelonesa» (1881) i també va publicar el 1880 El Nuevo Transfusor, un fulletó de 26 pàgines amb la descripció teòrica d'un aparell per a fer transfusions.
Alguns dels seus articles són:
- Inseguridad de la doctrina evolucionista
- Eficacia de los medicamentos homeplásticos (1868)
- La Vacunación y revacunación obligatorias
- Etiología de las enfermedades según las teorías panspermistas
- Elogio histórico del Dr. Pere Felip Monlau (1873)
- Programa de fisiología humana (1882)
- Un enemigo invisible. Estudios familiares relativos a la trichina y a la trichinosis (1883)
- Etiología de las enfermedades, considerada bajo un concepto trascendental (1884)
- Acción fármaco-dinámica del substrato de bismuto (1890)
- Importancia de la imaginación en el estudio de la fisiología (1892)
- De la importancía de los laboratorios de fisiología en el adelantamiento de las ciencias médicas (1902)